# جوان سولانو
جوان سولانو (بالإسبانية: Juan Solano Rovira)‏ هو مجدف إسباني، ولد في 5 مايو 1953.

## وصلات خارجية
- جوان سولانو على موقع الاتحاد الدولي للتجديف (الإنجليزية)
- جوان سولانو على موقع أوليمبيديا (الإنجليزية)